# Catherine Théot
« Théot » redirige ici. Pour les articles homophones, voir Théo et TO.
 (novembre 2015).
Catherine Théot, surnommée la « Mère de Dieu », née le 5 mars 1716 à Barenton, décédée le 1er septembre 1794 à la Petite-Force, à Paris, est une mystique et une visionnaire française, prophétesse autoproclamée de la fin de l'Ancien Régime et de l'époque de la Révolution française.
En juin 1794, quelques semaines avant la chute de Robespierre, ses ennemis au Comité de sûreté générale, sans doute avec la complicité de certains membres du Comité de salut public, montent grâce à Catherine Théot « une affaire » destinée à le ridiculiser, ainsi que le culte de l'Être suprême auquel il est associé.

## L'affaire Théot
Sous l'Ancien Régime, Catherine Théot est domestique au couvent des Miramiones à Paris. En 1779, elle déclare être la Vierge ou l'Ève nouvelle. Emprisonnée à la Bastille, puis enfermée à l'hôpital de la Salpêtrière, elle est libérée en 1782. Elle s'installe rue de la Contrescarpe où elle se fait prophétesse : pour un prix modique, elle annonce ses prophéties. La duchesse de Bourbon, entre autres, figure parmi ses clientes.
En 1794, Catherine Théot, qui se prend pour la « Mère de Dieu », annonce l'arrivée d'un Messie consolateur des pauvres. Dans sa chambre, quelques fidèles et curieux se pressent, parmi lesquels un ancien député à la Constituante Christophe Antoine Gerle, ex-moine dit « dom Gerle », qui a sollicité la protection de Robespierre et à qui celui-ci a remis un certificat de civisme ( « Il m'a toujours paru, quoique prêtre, bon patriote »), ainsi qu'une belle-sœur du menuisier Duplay, qui héberge Robespierre. Catherine Théot appartient au dynamisme mystique suscitée par la Révolution. Elle marie la prophétie chrétienne avec l'eschatologie révolutionnaire.
On ne se serait probablement jamais intéressé à Catherine Théot si Vadier, président du Comité de sûreté générale, n'avait pensé pouvoir compromettre Robespierre à cette occasion. La tendance hostile à Robespierre s'était amplifiée au Comité de sûreté générale avec la création au sein du Comité de salut public d'un bureau de police générale dirigé par Robespierre, Couthon et Saint-Just. Le 15 juin 1794, Vadier présente à la Convention nationale, au nom des deux comités, un rapport sur la « nouvelle conspiration » qui vient d'être découverte. Il insinue que Catherine Théot pourrait bien être à la solde d'un aspirant dictateur. Bien entendu, il ne dit pas dans son rapport que Robespierre pourrait être le Messie dont elle annonce la venue, ni que Dom Gerle avait obtenu de lui un certificat de civisme ou que la belle-sœur de Duplay avait été en rapport avec la prophétesse. Il garde ces révélations en réserve pour l'enquête (il les sortira à la séance du 9 thermidor, ajoutant que les policiers avaient trouvé dans la paillasse de Catherine Théot une lettre adressée à Robespierre, « son premier prophète », lui annonçant que sa mission était prédite dans Ézéchiel et le félicitant des honneurs qu'il rendait à l'Être suprême, et fera rire les Conventionnels en la lisant). À la suite de son intervention, la Convention vote le décret traduisant Catherine Théot et dom Gerle au tribunal révolutionnaire et ordonne de plus l'impression du rapport et son envoi aux armées et à toutes les communes.

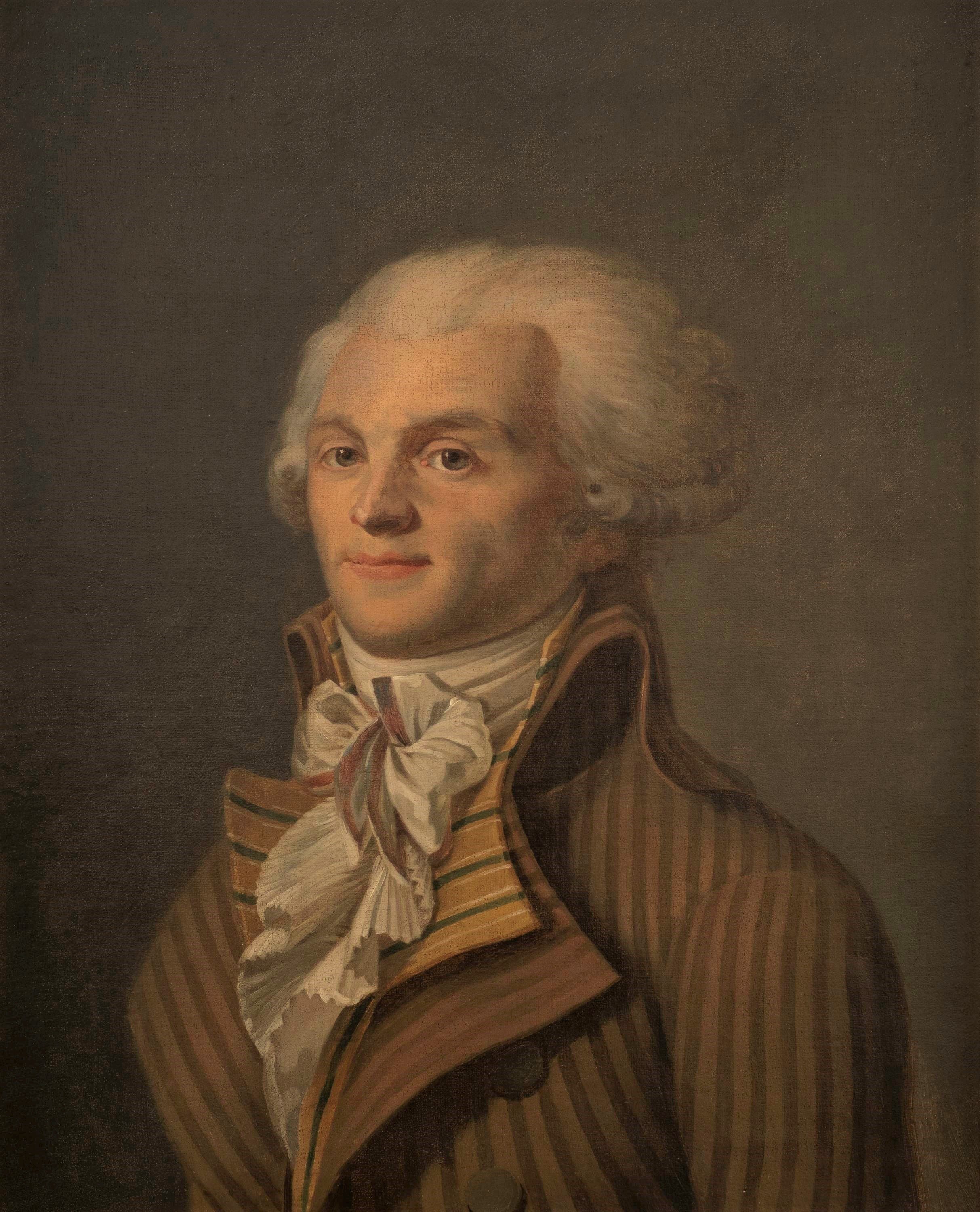
Maximilien de Robespierre.

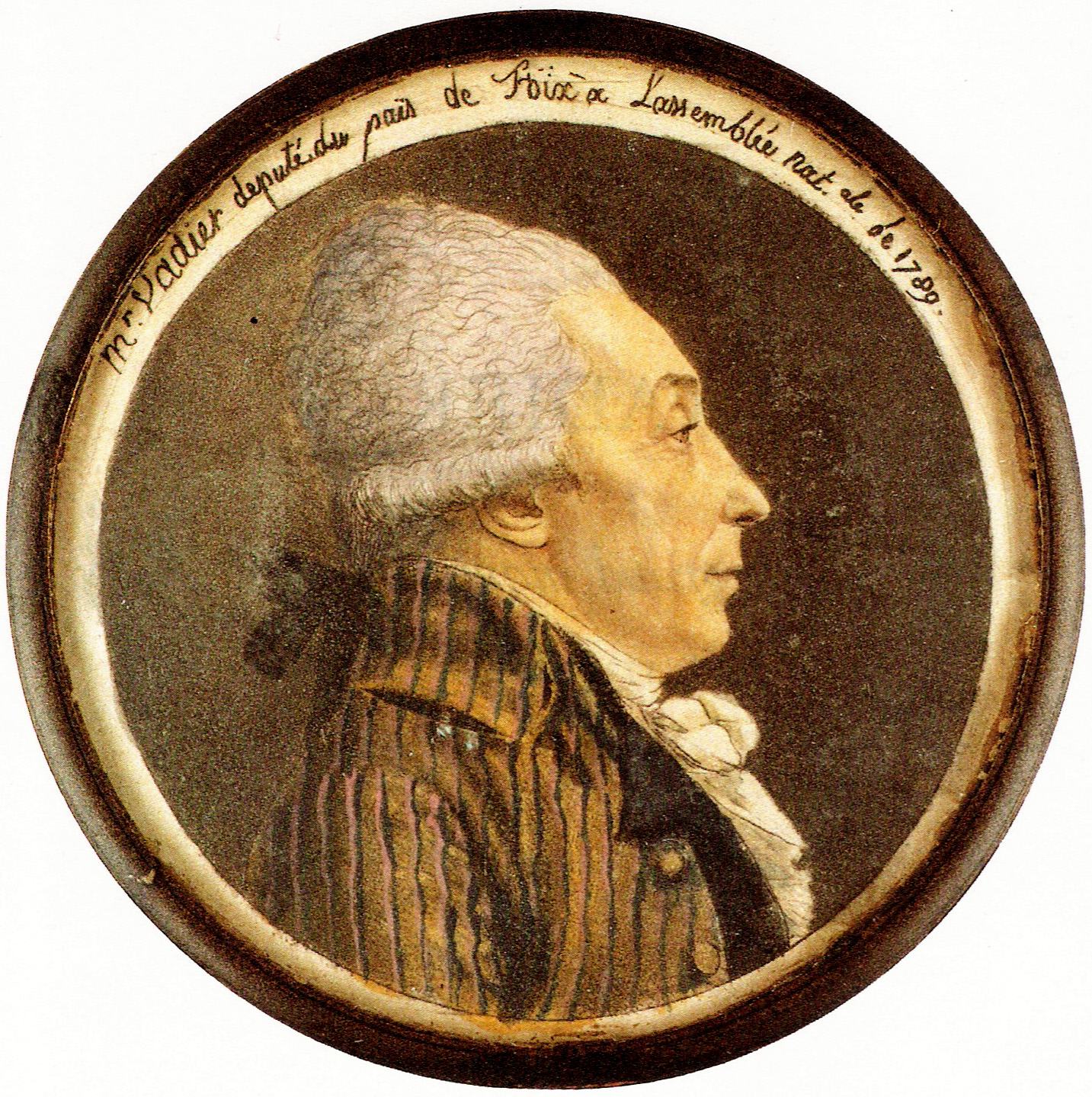
Marc-Guillaume-Alexis Vadier.

Robespierre comprend que l'affaire est montée par ses ennemis et le vise essentiellement. Il fait convoquer au Comité de salut public le président du tribunal révolutionnaire Dumas, puis l'accusateur public Fouquier-Tinville qu'il force à lui remettre le dossier. Ce dernier raconte la scène à la Convention après la chute de Robespierre : 

« Le Comité était assemblé ; je remis les pièces sur le bureau ; Robespierre s'en empara, et lorsqu'il commença à les lire, tout le monde sortit, de manière que je restai seul avec lui et Dumas. Il m'ordonna de laisser la liasse. J'obéis... »

« Le 8 messidor (26 juin), écrit Albert Mathiez, après une discussion très vive, le Comité de Salut public décida que Catherine Théot ne serait pas traduite au tribunal révolutionnaire. Cette décision, qui était en contradiction manifeste avec le décret de la Convention, fut la dernière victoire que Robespierre remporta au Comité. Elle ne manqua pas de fournir à ses ennemis un prétexte de plus pour l'accuser de dictature. »
Robespierre décide de présenter lui-même un nouveau rapport à la Convention. Et de démasquer les « traîtres » qui ont rendu possible l'association des deux comités à l'occasion du rapport du 15 juin. Cette affaire va contribuer à aggraver les divisions au sein du Comité de salut public et conduire à la séance orageuse du 28 juin où il se fait traiter de « dictateur ». Furieux, il quitte alors la réunion et cesse de paraître au Comité jusqu'au 22 juillet, son absence favorisant encore ses adversaires.
Après la chute de Robespierre le 9 thermidor an II (27 juillet 1794), Catherine Théot est arrêtée, jugée puis finalement acquittée.
Sans citer ses sources, l'écrivain François Caradec privilégie l'anecdote ésotérique en prêtant à Catherine Théot une ultime prophétie : « Je ne périrai pas sur l'échafaud. Un événement, qui jettera l'épouvante dans Paris, annoncera ma mort », allusion à l'explosion de la poudrerie de Grenelle survenant censément au moment du trépas de la prétendue « Mère de Dieu ». Cependant, cette même formule est déjà rapportée en 1890 par Victor Du Bled dans un article de la Revue des Deux Mondes.

## Cinéma
Le personnage de la Mère de Dieu apparait dans le film Les Visiteurs : la Révolution, sorti en 2016. Elle est dépeinte comme une enchanteresse aux pouvoirs magiques qui aide les deux protagonistes à quitter la période révolutionnaire. 